# Clark Ashton Smith

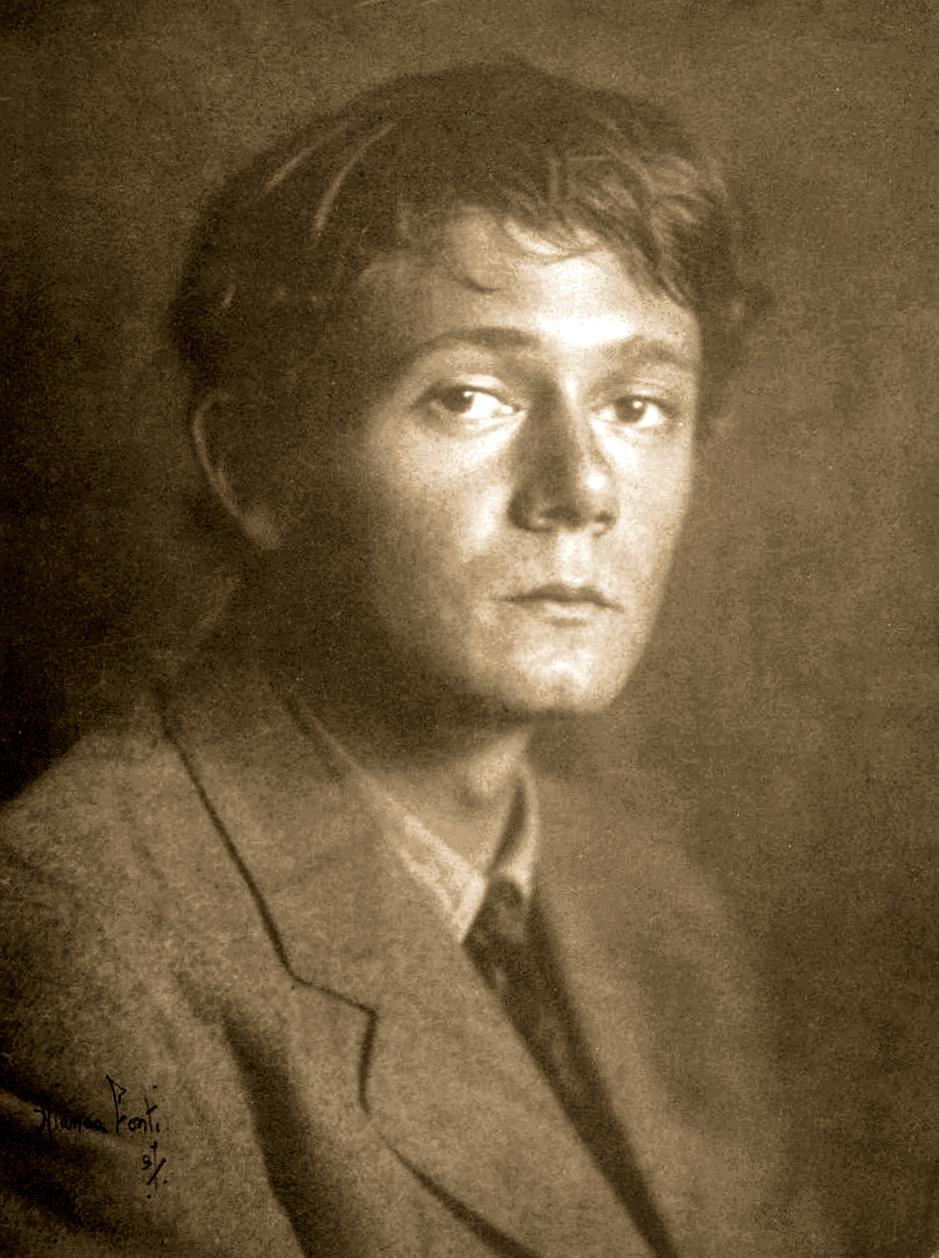
Clark Ashton Smith em 1912

Clark Ashton Smith (Long Valey, Califórnia, 13 de janeiro de 1893 — Pacific Grove, Califórnia, 14 de agosto de 1961) foi um contista, poeta, pintor e escultor americano, considerado o “poeta do weird”. Desfrutou de certo prestígio no início de sua carreira como poeta com o lançamento do volume de poemas The Star-Treader and Other Poems. Amigo e correspondente de H. P. Lovecraft, é um dos autores que contribuíram com o universo literário conhecido como Mitos de Cthulhu. Morou a maior parte de sua vida na cidade de Auburn, Califórnia. 

## Biografia
Nasceu em Long Valey, Califórnia, em 13 de janeiro de 1893. Seus pais se chamavam Timeus Smith, nascido na Nova Inglaterra, e Fanny, de origem inglesa. Com apenas dezenove anos, publicou The Star-Treader and Other Poems, que obteve boa acolhida por parte da crítica. Chegou a ser conhecido como “Keats do Pacífico”, mas, posteriormente, sua carreira decaiu por motivos incertos.
Em 1922, recebeu uma carta de H. P. Lovecraft, que se declarava seu fã, e, assim, tinha início a farta correspondência e colaboração entre os dois escritores. Em 1933, iniciou correspondência com Robert E. Howard, criador do bárbaro Conan, formando, enfim, o célebre triunvirato da revista Weird Tales: Lovecraft, Howard e Ashton Smith, que muito contribuiu para ampliar e consolidar os Mitos de Cthulhu.
A colaboração de Ashton para a revista Weird Tales começou em 1926, com a publicação do conto As abominações de Yondo. 
A partir de 1935, viveu uma sequência de perdas que muito o entristeceram. Naquele ano, morreu sua mãe. Em 1936, Robert E. Howard cometeu suicídio. Em 1937, morreram seu pai e o amigo Lovecraft. A produção de ficção fantástica de Ashton Smith praticamente se encerra após esses episódios, e ele passa a se dedicar apenas à poesia e às artes plásticas.
Em 10 de novembro de 1954, aos 61 anos, casou-se com Carolyn Jones Dorman, uma antiga amiga que enviuvara do primeiro casamento. Mudou-se, então, para Pacific Grove com a esposa e os filhos desta. Com a saúde debilitada após ter sofrido vários derrames, faleceu em 14 de agosto de 1961, aos 68 anos de idade.

## Legado
Em 1942, a editora Arkham House, fundada por August Derleth, escritor integrante do círculo de amigos de Lovecraft, publicou uma coletânea de histórias de Ashton Smith intitulada Out of Space and Time. Em 1944, foi lançada a segunda coletânea, Lost Worlds.
Em 24 de novembro de 1972, a série da emissora de TV americana NBC chamada Night Gallery exibiu o episódio O retorno do feiticeiro (3ª temporada, episódio 29), baseado no conto homônimo de Ashton Smith e estrelado por Vincent Price.
Em 2007, a Night Shade Books lançou a série de livros intitulada Colletecd Fantasies of Clark Ashton Smith.
Em 2019, o diretor Darin Coelho Spring filmou o documentário Clark Ashton Smith: the emperor of dreams.
Em 2020, a editora Clock Tower lançou no Brasil a coletânea Além da imaginação e do tempo, com 15 contos e um poema de Clark Ashton Smith, e tradução de José Geraldo Gouvêa.
Clark Ashton Smith é mencionado no episódio 2 da primeira temporada da série Lovecraft Country, da HBO. 